# Pedro Passos Coelho
Pour les articles homonymes, voir Coelho.
Pedro Passos Coelho [ˈpeðɾu ˈpasuʃ kuˈeʎu], né le 24 juillet 1964 à Coimbra, est un homme d'État portugais, membre du Parti social-démocrate et Premier ministre de 2011 à 2015.
Après avoir été élu président des Jeunesses sociales-démocrates (JSD) en 1988, il devient député en 1991, puis vice-président du groupe parlementaire du PPD/PSD en 1996. Trois ans plus tard, il se retire de la vie politique et entame une carrière dans le monde des affaires. En 2005, il est désigné vice-président du Parti social-démocrate et tente sans succès d'en prendre la direction en 2008. Il y parvient en 2010 avec 61 % des voix.
Un an plus tard, son parti s'assurant d'une majorité parlementaire relative née des élections législatives anticipées, il est nommé Premier ministre, conduisant un gouvernement de coalition avec le Parti populaire (CDS/PP). Sa coalition perd la majorité aux élections de 2015 mais il est en tête et forme un nouveau gouvernement. Cependant, n'ayant pas réussi à assurer une majorité dans le cadre d'une coalition ou d'une gouvernement minoritaire, il est renversé par une motion de rejet du programme gouvernemental moins d'un mois après sa reconduction.

## Biographie

### Jeunesse
Bien qu'il soit né dans la freguesia de Sé Nova, à Coimbra, il a passé une grande partie de son enfance en Angola, alors colonie portugaise, où son père, António Passos Coelho, est médecin. Alors qu'il est âgé de neuf ans, à la suite de la révolution des œillets et au mouvement de décolonisation, sa famille rentre au Portugal et s'installe à Vila Real, dans la freguesia de Vale de Nogueiras. Il achève ses études secondaires au Liceu Nacional Camilo Castelo Branco de Vila Real.

### Les débuts politiques
En 1978, âgé de seulement 14 ans, il adhère aux Jeunesses sociales-démocrates (JSD), organisation de jeunesse du Parti social-démocrate (PPD/PSD), dont il devient membre du conseil national pendant deux ans à partir de 1980. Élu président de l'organisation huit ans plus tard, il entre à l'Assemblée de la République en 1991, comme député pour la circonscription de Lisbonne.
Il renonce à diriger les JSD en 1995, est désigné vice-président du groupe parlementaire du PPD/PSD en 1996, puis candidat à la mairie d'Amadora l'année suivante. Il échoue cependant à la conquérir mais siège tout de même au conseil municipal.

### Carrière dans les affaires
Ne s'étant pas représenté aux élections législatives de 1999, il se met en retrait de la vie politique, obtenant sa licence d'économie de l'université Lusíada de Lisbonne à 36 ans, en 2001, année de la fin de son mandat municipal. Lui qui avait déjà travaillé pour Quimibro entre 1987 et 1989 et démarré son activité de consultant en 2000 pour Tecnoforma, entame en 2001 sa collaboration avec LDN Consultores. Directeur du département de la Formation de URBE – Les centres urbains de recherche et d'intervention de 2003 à 2004, il devient cette même année le bras droit d'Ângelo Correia à la tête de Grupo Fomentinvest. Il a en outre dirigé deux sociétés holding, à savoir Ribtejo et HLC Tejo, entre 2005 et 2010.

### Ascension en politique
En 2005, il entame un retour progressif à la vie politique, en étant désigné vice-président du Parti social-démocrate et président de l'assemblée de Vila Real. Après le remplacement de Luís Marques Mendes par Luís Filipe Menezes à la tête du PPD/PSD en 2006, il perd son poste de vice-président. Il annonce, le 18 avril 2008, sa candidature à la direction du parti lors de l'élection du 24 mai, se faisant le promoteur des « grandes réformes » et des « grandes transformations ». Il échoue toutefois à prendre la tête du PPD/PSD, recueillant 31 % des voix, soit six points de moins que Manuela Ferreira Leite, première femme à devenir présidente de la formation de centre droit.

### Président du PPD/PSD

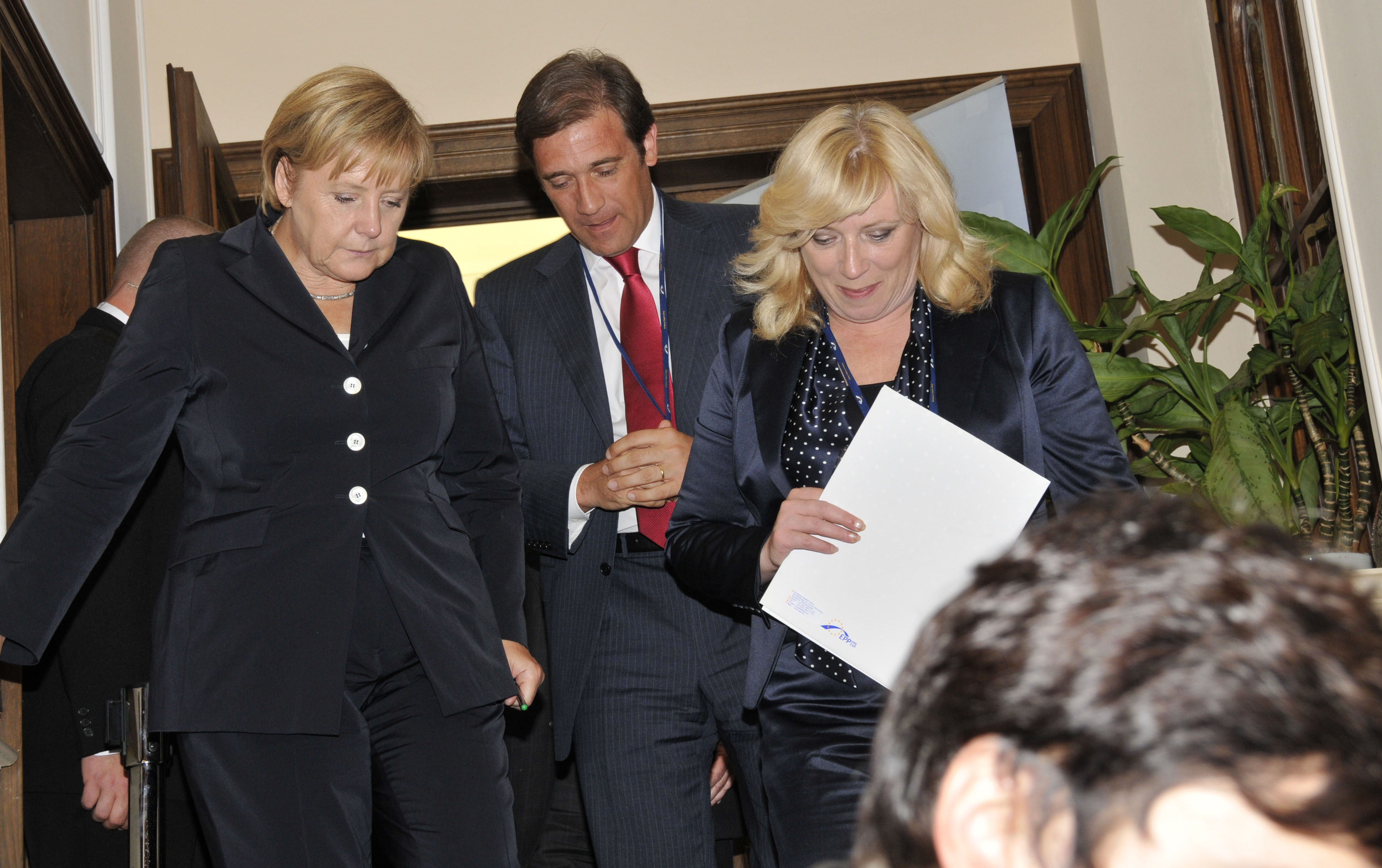
Pedro Passos Coelho (centre), Angela Merkel (gauche) et Iveta Radičová (droite) à un sommet du PPE en septembre 2010.

À la suite de la défaite des sociaux-démocrates aux élections législatives du 27 septembre 2009, Ferreira Leite renonce à diriger le parti, devenant la quatrième chef du PPD/PSD à renoncer à son poste depuis le  scrutin parlementaire de 2005. À nouveau sur les rangs, Pedro Passos Coelho, le plus populaire des quatre candidats, remporte l'élection du 26 mars 2010 avec une claire majorité de 61 % des voix et devient de facto le chef de l'opposition. Souvent réticent, il fait pourtant régulièrement en sorte que sa formation s'abstienne de voter à l'Assemblée et permette l'adoption des différents plans de rigueur budgétaire proposés par le gouvernement minoritaire du socialiste José Sócrates au cours de l'année 2010. En septembre, il propose une modification de la Constitution dans un sens libéral, évoquant notamment la fin de la gratuité en matière de santé publique ou d'éducation, ce qui lui attire de nombreuses critiques.

### Crise politique de 2011
Assurant à la fin de l'année 2010 que le PPD/PSD ne veut pas être un « facteur d'instabilité politique », il annonce le 17 mars 2011 qu'il s'oppose fermement aux nouvelles mesures d'austérité budgétaire annoncées par le ministre des Finances, Teixeira dos Santos, ajoutant même que le pays n'aura pas d'autre choix que faire appel à l'aide financière extérieure du Fonds monétaire international (FMI) et de l'Union européenne (UE).
Après avoir été reçu par le Premier ministre José Sócrates dans le cadre des consultations préalables au Conseil européen, le 21 mars, il déclare que « Les conditions de confiance ne sont pas réunies pour une quelconque négociation » et que des élections anticipées sont désormais « inévitables ». Ce refus devient plus explicite lorsque le président du groupe parlementaire fait savoir le lendemain qu'il déposera, à l'instar de tous les autres partis représentés à l'Assemblée de la République, excepté le Parti socialiste (PS), une résolution de rejet du quatrième plan de rigueur depuis 2009. Le « programme de stabilité et de croissance » (PEC) est effectivement rejeté le 23 mars. Il déclare le lendemain que sa formation recommandera au chef de l'État de prononcer la dissolution de l'Assemblée de la République et lui propose, lors des auditions menées par ce dernier le 25 mars, la date du 29 mai, soit une semaine avant la date préconisée par le Parti socialiste. 
Dans un entretien télévisé accordé le soir même, il affirme que son parti souhaite obtenir la majorité absolue dans la prochaine législature, sans que cela remette en cause l'intégration « d'autres partis, d'autres personnalités », dans son gouvernement, annonce qu'il présentera, avant le scrutin, un « programme de stabilité et de croissance » (PEC) définissant sa stratégie budgétaire et économique, et dénonce le fait que le FMI ait été « diabolisé », tout en reconnaissant toutefois qu'il pouvait « ne pas avoir résolu tous les problèmes de la Grèce et de l'Irlande ».

### Victoire aux élections législatives anticipées
Au cours de la campagne pour les élections anticipées du 5 juin, il propose des mesures de réduction des dépenses publiques, comme le non-remplacement de 80 % des fonctionnaires partant à la retraite ou un gouvernement réduit à dix ministres, un marché du travail plus flexible, le soutien aux petites et moyennes entreprises. Le jour du scrutin, il est élu député du district de Viana do Castelo tandis que le PPD/PSD remporte 38,6 % des voix, dix points d'avance sur les socialistes. Il déclara avoir pour dessein la formation d'un gouvernement disposant d'une majorité absolue, une idée accueillie favorablement par le Parti populaire (CDS/PP), et qu'il fera tout son possible pour que le Portugal regagne la confiance des marchés, en appliquant le plan de rigueur négocié par le gouvernement démissionnaire.
Le lendemain, Passos Coelho est reçu, lors d'une audience, par le président de la République, Aníbal Cavaco Silva, au palais présidentiel de Belém, qui souhaite que la formation du gouvernement soit la plus rapide possible. Le directeur de cabinet du chef de l'État annonce, peu après la réunion, que le président du PPD/PSD a été appelé à former le XIXe gouvernement constitutionnel. Le 8 juin, il rencontre le président du CDS/PP, Paulo Portas, afin d'entamer les négociations pour former une coalition.

### Premier ministre du Portugal

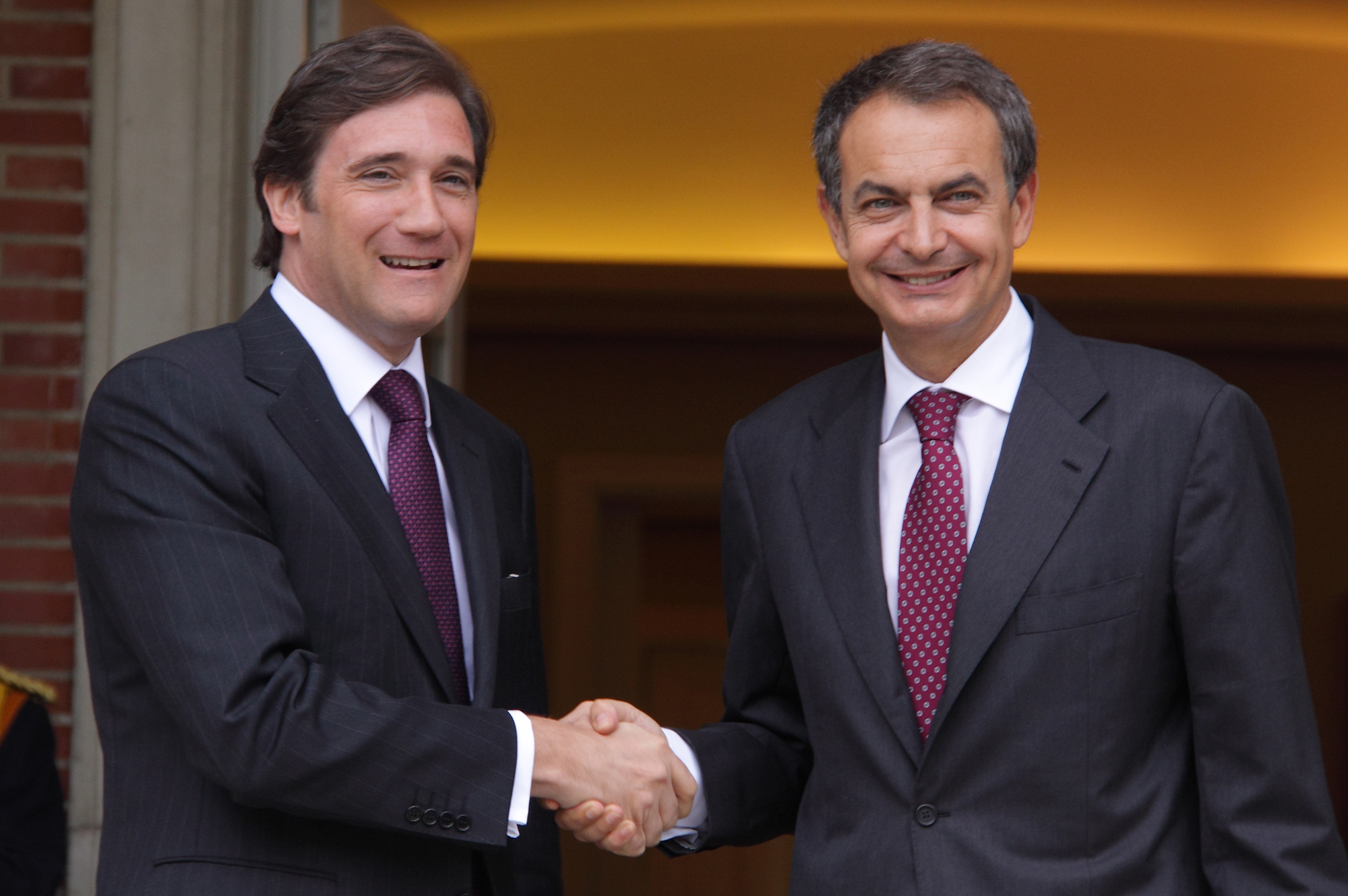
Pedro Passos Coelho en compagnie de José Luis Rodríguez Zapatero, au palais de La Moncloa, à Madrid, en octobre 2011.

Le 15 juin, soit le lendemain de son audience avec chef de l'État au cours de laquelle il l'avait informé que le PPD/PSD et le CDS/PP avaient achevé les négociations concernant un accord de coalition donnant au futur gouvernement une majorité absolue de presque 130 députés sur 230, Pedro Passos Coelho est désigné Premier ministre du Portugal par Aníbal Cavaco Silva. C'est alors la première fois depuis la Révolution des Œillets que le centre droit contrôle le pouvoir exécutif. La signature de l'accord entre les deux formations est fixée au lendemain, même s'il existe encore des divergences entre les deux partis, comme la privatisation partielle de la télévision publique, la réduction du nombre de députés et de fonctionnaires, ou l'élection de Fernando Nobre à la présidence de l'Assemblée de la République,. Il annonce ensuite qu'il ne compte pas emménager à la Résidence officielle du Premier ministre, à Lisbonne, mais rester à son domicile, situé à quinze kilomètres de la capitale.
Il présente deux jours plus tard son gouvernement, composé de seulement onze ministres, dont quatre indépendants, dans lequel revient Paulo Portas, en tant que ministre d'État et ministre des Affaires étrangères, tandis que Miguel Relvas, jusqu'ici secrétaire général du PPD/PSD, est nommé ministre des Affaires parlementaires, et Miguel Macedo, président du groupe parlementaire, occupe le poste de ministre de l'Intérieur.
Il prend officiellement ses fonctions le 21 juin. Le 30 juin, le nouveau Premier ministre prononce son discours de politique générale devant les députés de l'Assemblée de la République, devant lesquels il affirme que « l'état des comptes publics [obligerait le gouvernement] à demander davantage de sacrifices aux Portugais ». Il annonce, de ce fait, qu'une politique de rigueur sera imposée au Portugal, dans le dessein de voir le pays sortir de la crise économique.
Le 3 mars 2012, il est réélu président du PPD/PSD par les adhérents, par 95,5 % des voix, étant le seul candidat en lice.
En 2012, le gouvernement modifie la loi sur les locations en faveur des propriétaires, facilitant l’augmentation du loyer à la fin d’un bail et l’expulsion des occupants en cas de rénovation des lieux. En septembre 2012, Pedro Passos Coelho indique, afin de résoudre la crise économique portugaise, que dès le 1er janvier 2013, les cotisations sociales passeront de 11 à 18 %, entraînant mécaniquement une baisse des salaires de 7%.
Il s'oriente vers une politique d'austérité visant à réduire le déficit public et redynamiser le secteur privé : gèle du salaire minimum et des pensions de retraites, augmentation des impôts, et réductions des aides publiques. Il n'obtient pas les résultats attendus, le déficit budgétaire et le chômage se maintiennent, mais la précarité et la pauvreté progressent significativement dans le pays. Environ 500 mille personnes, soit plus de 10 % de la population active, quittent le Portugal. Le gouvernement encourage cette émigration en raison de la crise sociale que connait le pays, au risque toutefois de provoquer une chute de la démographie.
Pedro Passos Coelho est favorable à l'adhésion de la Turquie à l'Union européenne. 
Dans la perspective des élections législatives du 4 octobre 2015, il met en place avec Paulo Portas la coalition Portugal en avant (PàF), qui présente des candidatures communes entre les libéraux et les conservateurs dans les 18 circonscriptions continentales. Totalisant 38,5 % des voix, PàF remporte 107 députés sur 130, dont 89 pour le Parti social-démocrate.
Bien que Passos Coelho soit désormais minoritaire, le président Cavaco Silva lui confie la tâche de constituer le XXe gouvernement constitutionnel. Il présente le 30 octobre une équipe de 16 ministres dont huit nouveaux, restaurant le ministère de la Culture et créant le ministère de la Modernisation administrative. Le 10 novembre, l'Assemblée de la République adopte une motion de rejet du programme gouvernemental par 123 voix pour et 107 contre. Il est donc remplacé le 26 novembre 2015 par le socialiste António Costa, qui bénéficie du soutien d'une majorité de gauche et centre gauche.

### Après le pouvoir
Il annonce le 3 octobre 2017 qu'il renonce à postuler à un nouveau mandat de président du PPD/PSD. Cette décision intervient deux jours après la déroute de son parti aux élections municipales.

### Famille
Il a épousé en premières noces Fátima Padinha, chanteuse du groupe Doce, avec qui il a eu deux filles, Joana, en 1988, et Catarina, en 1993. Il s'est ensuite remarié avec Laura Ferreira, qui a donné naissance en 2007 à sa troisième fille, Júlia. Le couple réside dans la freguesia de Massamá, située dans la cité de Queluz, à Sintra.

## Distinctions

### Décorations étrangères
- Grand-croix de l'ordre du Mérite de la République de Pologne (2012).
- Grand-croix de l'ordre du Soleil de la République du Pérou (2012).
- Bande Classe Spéciale de L'ordre de l'Aigle Aztèque des États-Unis Mexicains (2014).

### Traduction
- (pt) Cet article est partiellement ou en totalité issu de l’article de Wikipédia en portugais intitulé « Pedro Passos Coelho » (voir la liste des auteurs).